# Івановка (Кур'їнський район)
Іва́новка (рос. Ивановка) — село у складі Кур'їнського району Алтайського краю, Росія. Адміністративний центр Івановської сільської ради.

## Населення
Населення — 853 особи (2010; 1222 у 2002).
Національний склад (станом на 2002 рік):
- росіяни — 92 %